# Depot II von Ovčáry
Das Depot II von Ovčáry (auch Hortfund II von Ovčáry) ist ein Depotfund der frühbronzezeitlichen Aunjetitzer Kultur aus Ovčáry u Kolína im Středočeský kraj, Tschechien. Es datiert in die Zeit zwischen 2000 und 1800 v. Chr. Das Depot befindet sich heute im Museum von Kolín.

## Fundgeschichte
Das Depot wurde 2002 nordwestlich von Ovčáry beim Bau des Toyota-Werks entdeckt. Die Fundstelle befindet sich auf flachem, nach Norden leicht ansteigendem Gelände.
Aus Ovčáry stammen noch zwei weitere Depotfunde (I und III) sowie ein einzelner Spangenbarren der Aunjetitzer Kultur. Die Fundstellen der drei Depots liegen zwar jeweils mehr als 1 km voneinander entfernt, es existieren jedoch Sichtachsen. Auch die Gleichartigkeit der Fundgegenstände deutet auf einen Zusammenhang hin.

## Zusammensetzung
Das Depot besteht aus zehn bronzenen Ösenhalsringen. Sie wurden zusammen mit einigen Keramikscherben sekundär verlagert aufgefunden. Einige Ringe sind neuzeitlich beschädigt oder verbogen.